# 영덕 장육사 대웅전
영덕 장육사 대웅전(盈德 莊陸寺 大雄殿)은 대한민국 경상북도 영덕군 창수면 갈천리, 장육사에 있는 대웅전이다. 1979년 12월 18일 경상북도의 유형문화재 제138호로 지정되었다.

## 개요
장육사는 고려 공민왕(재위 1351∼1374) 때 나옹선사가 처음 세웠다고 전한다. 조선 세종(재위 1418∼1450) 때 산불로 인해 불에 타고 그 후 다시 절을 세웠으나 임진왜란(1592) 때 훼손되어 다시 절을 세웠다. 광무 4년(1900)에 수리하였다고 한다.
장육사 대웅전은 태조 4년(1395)에 태조와 그의 부인 신덕왕후 강씨를 기리기 위하여 지방관리들이 중심이 되어 만들었고, 태종 7년(1407)에 다시 금을 입혔다. 또 숙종 3년(1677)에 수리하였다는 등 자세한 기록이 있어 유명하다.
앞면 3칸·옆면 3칸의 규모이며, 지붕은 옆모습이 사람 인(人)자 모양인 맞배지붕이다. 지붕 처마를 받치기 위해 장식하여 만든 공포는 기둥 위에만 있는 주심포 방식으로 건축되었다.
특히 안에 모셔진 삼존불중 오른쪽에 있는 관세음보살좌상은 종이로 만든 불상으로 지금까지 전해지는 불상 중에 종이로 만든 불상은 드문 예이며, 또한 불상을 만든 시기를 정확히 알 수 있어 중요시되고 있다.

## 참고 자료
- 장육사대웅전 - 국가유산청 국가유산포털